# Gewasbescherming
Gewasbescherming is het nemen van maatregelen om de gewenste ontwikkeling van een gewas te waarborgen. Hierbij gaat het vaak om het bestrijden van niet gewenste plantengroei en plantenziekten. In en vooral na de jaren 1940 zijn daarvoor chemische gewasbeschermingsmiddelen ontwikkeld. Deze zijn vaak effectief in de land- en tuinbouw maar bleken dikwijls schade voor mens en milieu met zich mee te brengen.
Al in de jaren 1960 werd de schadelijkheid van deze middelen erkend. Andere middelen werden gezocht en soms ook gevonden. Vooral de bestrijding met natuurlijke vijanden leverde een bijdrage in het terugdringen van de chemie. Vanaf de jaren 1980 zijn steeds meer andere middelen ontwikkeld om het gewas te beschermen. Ze werden meer toegespitst op effectiviteit en milieuvriendelijkheid. Deze ontwikkelingen hebben ertoe geleid dat er minder gifstoffen worden gebruikt. Een alternatief is het mechanisch bestrijden van bedreiging. Dit houdt in dat machines het onkruid bestrijden in ongeveer dezelfde manier als een schoffel. Er wordt nu dan ook gesproken over geïntegreerde gewasbeschermingsmethoden. Hierbij wordt chemische gewasbescherming pas toegepast nadat biologische vijanden en eventuele natuurlijke bestrijdingsmethoden (het gebruik van plantextracten, micro-organismen en dergelijke) niet voldoende hebben gewerkt.

## Spuitlicentie
In 1994 kwam de Nederlandse overheid met eisen aan de vakkennis en vakbekwaamheid van de gebruikers van bestrijdingsmiddelen. Vanaf 1 juli 1996 mocht men enkel nog gewasbeschermingsmiddelen gebruiken, voorhanden of in voorraad hebben indien men in bezit was van een vergunning, het zogenaamde Bewijs van Vakbekwaamheid (BvV) bestrijdingsmiddelen, ook wel spuitlicentie genoemd. Het doel van deze spuitlicentie is door middel van scholing ervoor te zorgen dat gewasbeschermingsmiddelen op de juiste wijze worden gebruikt, zonder schade voor mens en milieu. Een spuitlicentie dient eenmaal per vijf jaar verlengd te worden, daartoe dienen telkens vier kennisbijeenkomsten bijgewoond te worden.